# Ángel Cuéllar
Ángel Manuel Cuéllar Llanos (Villafranca de los Barros, 13 settembre 1972) è un ex calciatore spagnolo, di ruolo attaccante.

## Carriera

### Club
Durante la sua carriera ha giocato con varie squadre di club, tra cui anche con il Barcellona.

### Nazionale
Conta 2 presenze con la nazionale spagnola.

## Palmarès

### Club
- Supercoppa di Spagna: 1

Barcellona: 1996
- Coppa delle Coppe: 1

Barcellona: 1996-1997
- Coppa di Spagna: 1

Barcellona: 1996-1997

### Nazionale
- Campionato europeo di calcio Under-17: 1

1988